# Extatosoma tiaratum
Extatosoma tiaratum — вид паличників родини Phasmatidae.

## Поширення

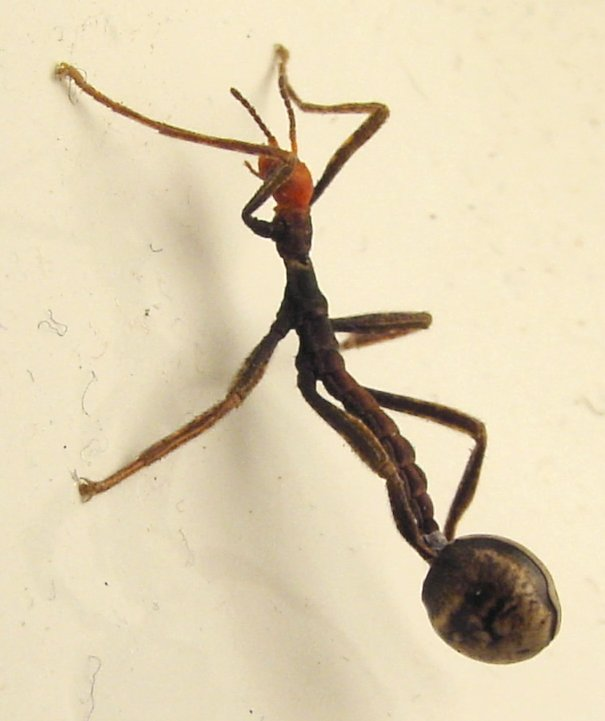
Личинка

Мешкає в східній і північно-східній Австралії (Квінсленд і Новий Південний Уельс), інтродукований у Новій Гвінеї. Населяє тропічні й помірні дощові ліси та луки, в тому числі альпійські. Живе на деревах і кущах серед листя, днем зазвичай звисає внизу під гілкою з загнутим над спиною черевцем.

## Опис
Цей великий палочник має розміри тулуба до 15 см, з лапками він досягає 20 см довжини. Дивовижна форма і забарвлення під сухе листя роблять його практично непомітним в природному середовищі. Крім маскувального забарвлення і форми він виробив особливий тип захисної поведінки — погойдування, що імітує рух листя, коли дме легкий вітерець. У Extatosoma tiaratum самці значно відрізняються від самиць. Самиці мають редуковані крила, велике тіло з шипами, вони здатні в момент занепокоєння загинати черевце до самої голові. Все життя проводять вони, повиснувши вниз головою в кроні дерев. Самці витонченіші і дрібніші за самок, зате їх друга пара крил здатна підняти паличників в повітря і пронести при попутному вітрі на досить велику відстань. Тривалість життя близько 8-10 місяців з моменту вилуплення, це залежить від годування, температури, умов утримання.